# Allobates brunneus
Allobates brunneus – spotykany w Ameryce Południowej gatunek płaza bezogonowego z rodziny Aromobatidae.

## Występowanie
Dawniej sądzono, że płaz ten posiada zasięg występowania nieco szerszy niż większość swych krewniaków. Podawano go z Boliwii, Brazylii, Gujany, Surinamu, Gujany Francuskiej, Peru, Wenezueli i Kolumbii. Okazało się jednak, że stwierdzenia z Wenezueli i regionu Gujana dotyczą innych gatunków. Po tym jak w 2009 roku Lima i inni opisali Allobates brunneus na nowo, jedynym pewnym miejscem występowania tego gatunku są okolice miejsca typowego w stanie Mato Grosso w Brazylii. Niektórzy autorzy podają jako miejsce występowania Kolumbię, skrajnie północną Boliwię i inne rejony Brazylii, ale prawdopodobnie stwierdzenia te dotyczą jednego lub więcej nieopisanych jak dotąd gatunków.
Środowisko naturalne tego zwierzęcia stanowią lasy bagienne, obrzeża jezior i stawów w nizinnych lasach deszczowych oraz lasy okresowo zalewane.

## Status zagrożenia
W Czerwonej księdze gatunków zagrożonych IUCN Allobates brunneus od 2023 roku jest klasyfikowany jako gatunek zagrożony (EN, ang. Endangered); wcześniej, od 2004 roku uznawano go za gatunek najmniejszej troski (LC, Least Concern). Głównym zagrożeniem dla gatunku jest utrata i degradacja siedlisk, w którym żyje.